# خوان كارلوس باديلا
خوان كارلوس أورتيز باديلا (بالإسبانية: Juan Carlos Ortiz Padilla)‏ (من مواليد 28 يونيو 1985 في قرطبة، إسبانيا) هو لاعب كرة قدم محترف إسباني الذي يلعب لنادي ديبورتيفا ليونيسا في مركز المهاجم.

## وصلات خارجية
- خوان كارلوس باديلا على موقع قاعدة بيانات كرة القدم.إي يو (الإنجليزية)
- خوان كارلوس باديلا على موقع Soccerway.com (الإنجليزية)
- خوان كارلوس باديلا على موقع AS.com (الإسبانية)
- BDFutbol profile
- Futbolme profile (بالإسبانية)